# Wiślinka
Wiślinka (deutsch Weßlinken, kaschubisch Wislënkô) ist ein Ort der Landgemeinde Pruszcz Gdański im Powiat Gdański der Woiwodschaft Pommern in Polen.

## Geografie

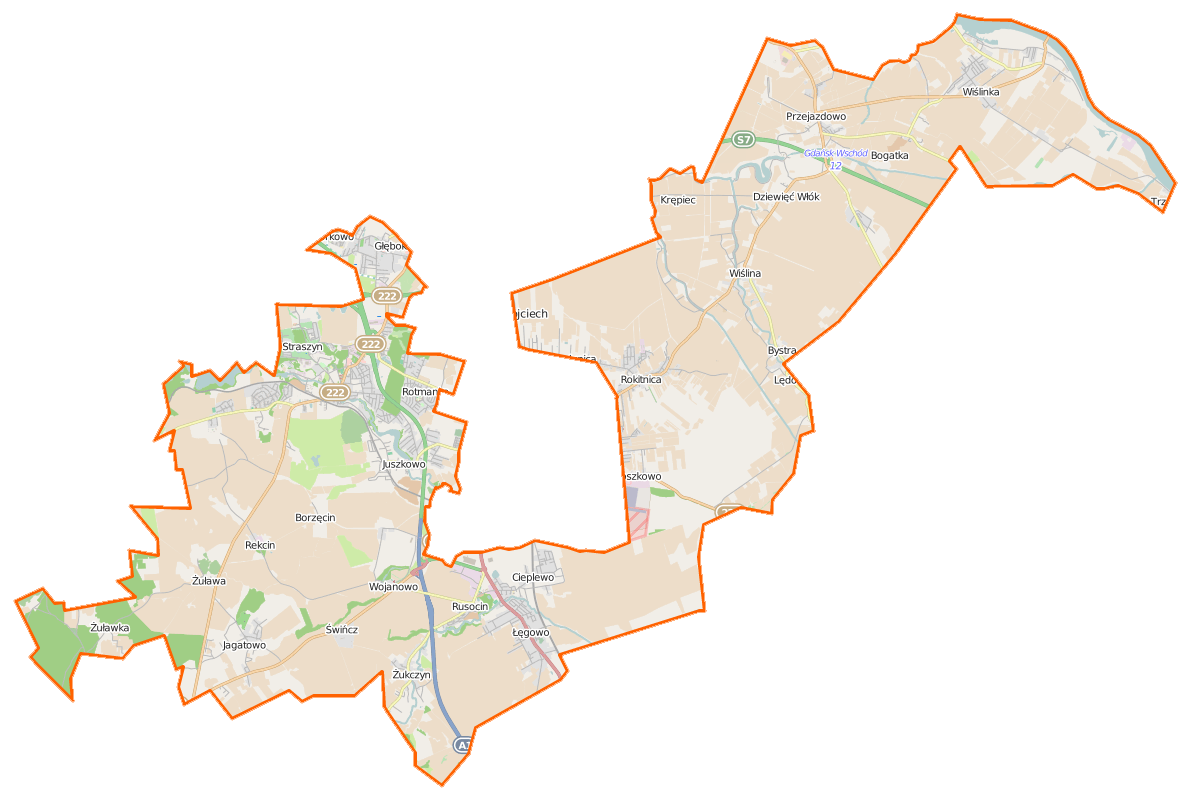
Karte der Landgemeinde Pruszcz Gdański

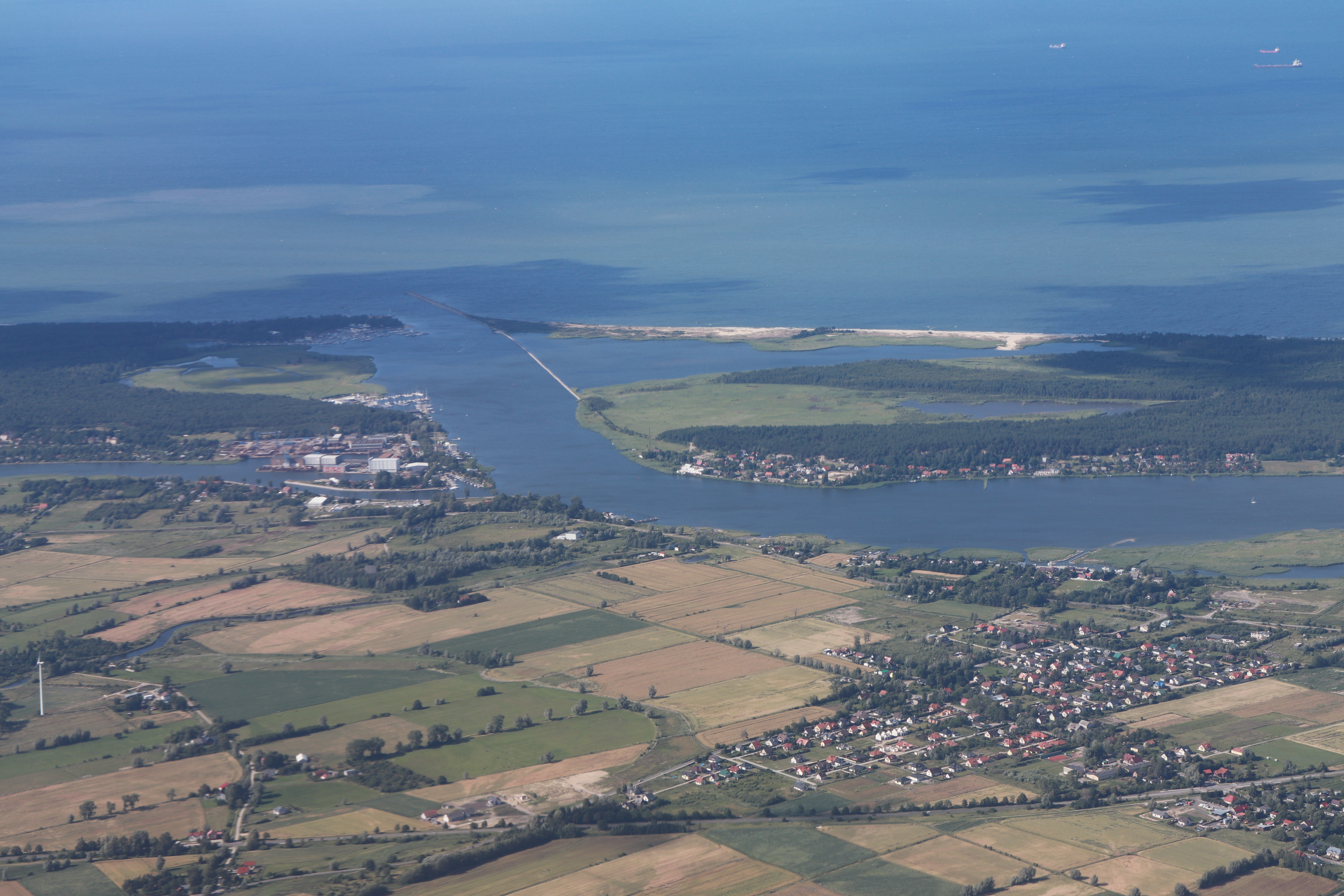
Wiślinka im Luftbild (vorne rechts)

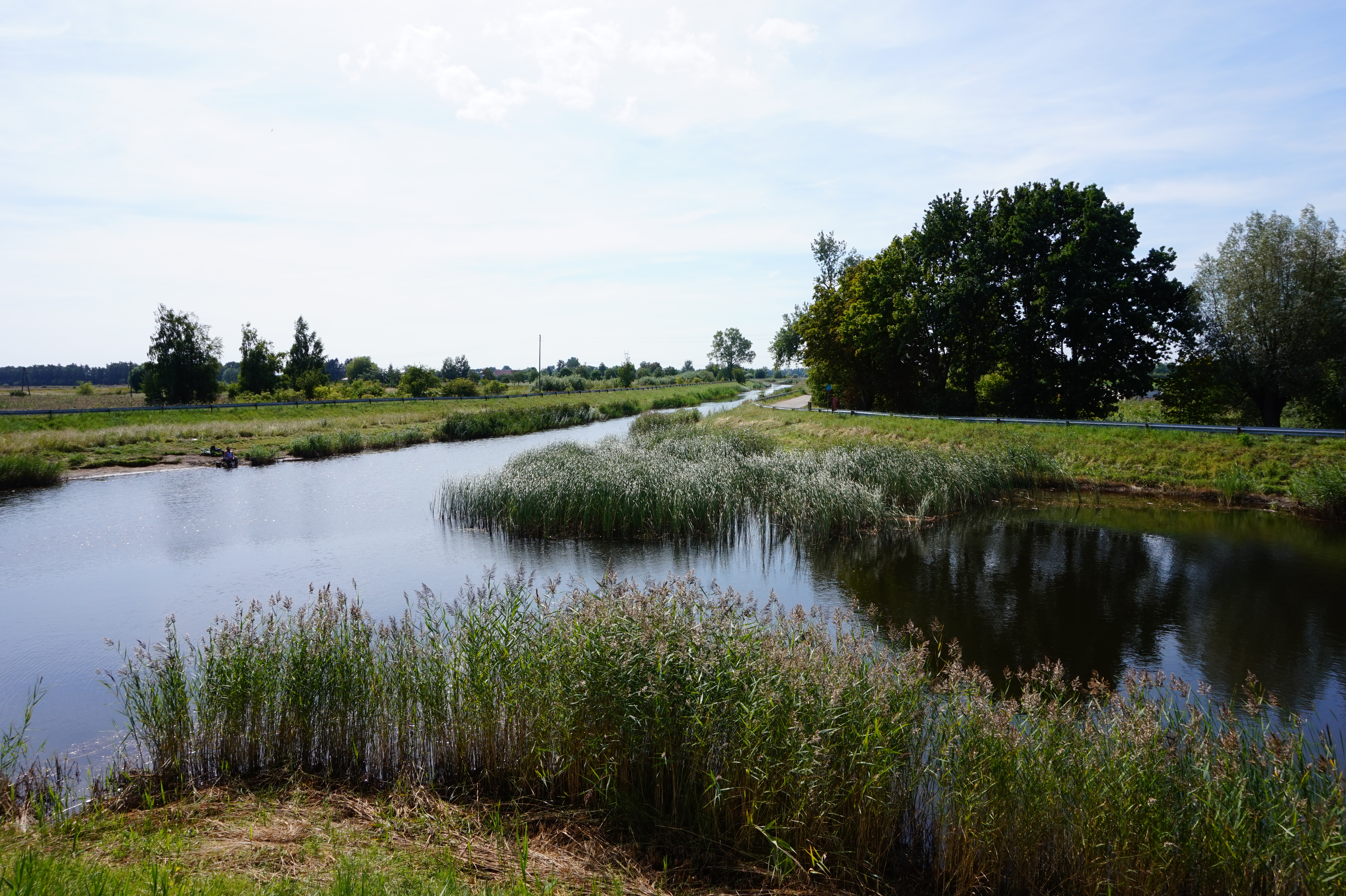
Landschaft bei Wiślinka

Wiślinka liegt im Nordosten der Gemeinde. Pruszcz Gdański (Praust), der Sitz des Powiat, liegt etwa 15 Kilometer südwestlich. Wiślinka grenzt im Westen an die Stadt Danzig. Die weiteren Nachbarorte in der Landgemeinde Pruszcz Gdański sind Przejazdowo (Quadendorf) und Bogatka (Reichenberg) im Südwesten, in der Gmina Cedry Wielkie Koszwały (Gottswalde) im Süden und Szerzawa (Breitfelde) sowie Trzcinisko (Schönrohr) im Osten. Die Nordgrenze der Gemarkung wird von der Toten Weichsel (polnisch Martwa Wisła) gebildet. Seit 2018 führt die Klappbrücke Most 100-lecia Odzyskania Niepodległości Polski (Brücke zum 100. Jahrestag der Wiedererlangung der Unabhängigkeit Polens) über den Fluss. Der Ort Sobieszewo (Bohnsack) jenseits der Brücke gehört zur Stadt Danzig.
Die Landgemeinde liegt im Gebiet des Żuławy Wiślane (Weichsel-Nogat-Delta), ihr Gebiet ist von Landgewinnungs- und Trockenlegungsmaßnahmen geprägt. Zum Landschaftsbild gehören Kanäle und Entwässerungsgräben, ein Teil des Ortsgebiets liegt unter dem Meeresspiegel.
Die höchste Erhebung im Osten des Ortes ist eine Phosphorgipshalde (hałda fosforowo-gipsową) mit etwa 50 Metern Höhe.

## Geschichte
Das Dorf Weßlinken wurde in der Ordenszeit seit der Wende vom 14. zum 15. Jahrhundert urkundlich als Wisselynke, Wisselinke, Wysselinke, Wisselineke, Wiślinke und Weslynken erwähnt. Nach einem Dammbruch bei Käsemark wurde es 1540 vollständig überflutet und drei Jahre später nach einer weiteren Überschwemmung aufgegeben. Nachdem es seit 1550 wieder besiedelt wurde, erhielt es nach der Danziger Willkür 1601 die Rechte eines freien Dorfs. Der Dorfkrug diente auch als Wachhaus für den Deich.
Die preußische Landgemeinde Weßlinken gehörte seit 1887 zum Kreis Danziger Niederung der Provinz Westpreußen. Bezirks- und Standesamt sowie die evangelische Kirche befanden sich in Reichenberg. Die Katholiken des Dorfs waren in die Königliche Kapelle in Danzig (Kaplica Królewska) und seit 1925 in die Liebfrauen-Kirchengemeinde eingepfarrt. Nach dem Ersten Weltkrieg kam das Gebiet im Rahmen des Versailler Vertrags zum Gebiet der Freien Stadt Danzig. In der Zwischenkriegszeit gab es im Dorf eine Postagentur, eine Werft, die Segel-, Motorboote und Flussschiffe baute, sowie ein Gasthaus mit Bushaltestelle und eine Ziegelei. Das Dorf hatte 1905 705, 1910 718 und 1929 734 Einwohner. Im Zweiten Weltkrieg wurde im Ort ein Außenkommando des KZ Stutthof errichtet.
Nach Kriegsende kam Westpreußen zur 1945 Volksrepublik Polen, die deutsche Bevölkerung wurde vertrieben. Wiślinka erhielt den bestehenden polnischen Ortsnamen und war von 1945 bis 1954 Sitz der Gmina Wiślinka, einer Landgemeinde, die 1954 in Gromadas aufgelöst wurde. Bei der Wiedergründung als Gmina Przejazdowo wurde der Sitz in das gleichnamige Dorf verlegt. Im Jahr 1976 wurde ihr Gebiet auf die Landgemeinden Cedry Wielkie und Pruszcz Gdański aufgeteilt. Ihr Gebiet gehörte von 1945 bis 1998 zur Woiwodschaft Gdańsk bzw. zu deren Vorgängerin.
Die Fähre von Wiślinka nach Sobieszewo wurde 1973 durch die längste Pontonbrücke des Landes ersetzt. Schwere Lastkraftwagen wurden bis zum Bau der Klappbrücke auch weiterhin mit der Fähre transportiert.
Zum 1. Januar 1999 kam die Landgemeinde zur Woiwodschaft Pommern und zum neu gegründeten Powiat Gdański (Danziger Kreis). Das Dorf ist Sitz eines Schulzenamts (sołectwo). Der Rat (Rada Sołecka) wurde 2019 von sechs auf fünf Mitglieder verkleinert. Sołtys ist seit 2015 Robert Gorczyński. Das Dorf hatte 2002 950 und 2011 1201 Einwohner.

## Wirtschaft und Infrastruktur

### Tourismus und Unternehmen
Die Marina im Westen des Ortes hat Liegeplätze für 32 Boote. Ein neu angelegter Radweg führt von Przejazdowo über Wiślinka zum Strand der Wyspa Sobieszewska an der Ostsee. Er gilt als „breitester Strand“ des Landes. Im Westen des Ortes entstand ein weiterer Bootshafen an der Toten Weichsel. Der Hangar wird von einer Werft für Motoryachten genutzt.

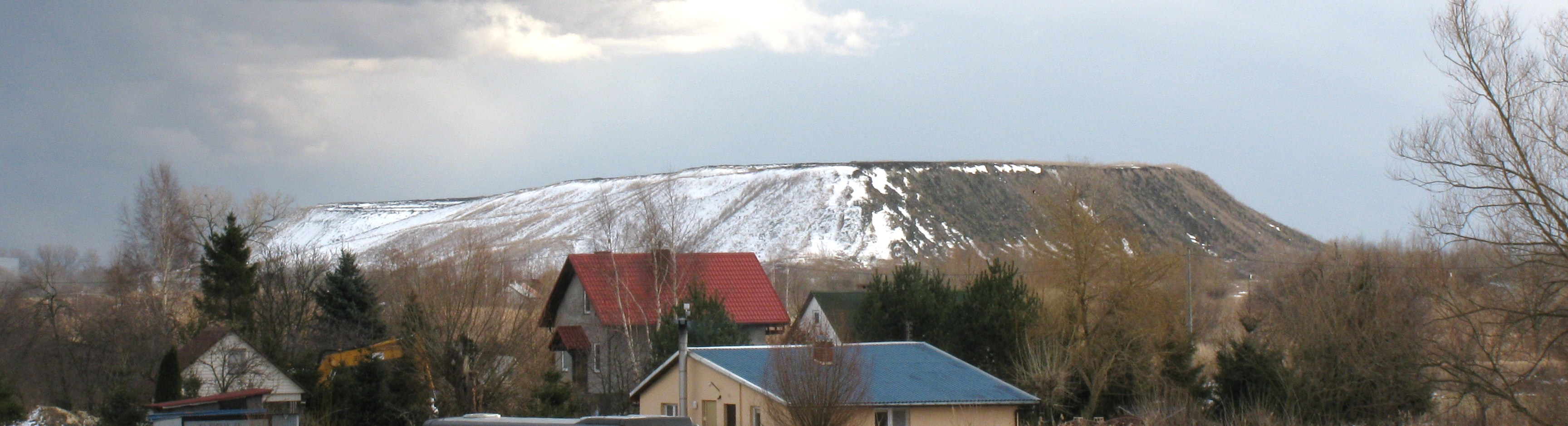
Die Halde östlich des Orts

Der Danziger Düngemittelhersteller Gdańskie Zakłady Nawozów Fosforowych „Fosfory” (seit 2011 Grupa Azoty) lagerte seit 1972 in Wiślinka Produktionsrückstände ab. Während anfangs nur die Grube einer Ziegelei verfüllt werden sollte, wurden etwa 16 Millionen Tonnen bis zu einer Höhe von 50 Metern deponiert. Im Jahr 2009 verfügte der Woiwode die Schließung. Über die ausgehenden Umweltgefahren bestehen gegensätzliche Meinungen.

### Bildung
Im Ort besteht seit 1945 die Volksschule Orzeł Biały („Weißer Adler“).

### Verkehr
Die Woiwodschaftsstraße DW 501 führt von Przejazdowo über Wiślinka und die Klappbrücke über Sobieszewo zur Stromweichsel. Sie endet in Krynica Morska (Kahlberg) auf der Frischen Nehrung (Mierzeja Wiślana) kurz vor der russischen Grenze (Oblast Kaliningrad). Bei Przejazdowo und Koszwały bestehen Auffahrten auf die Schnellstraße S7 (droga ekspresowa).
Der nächste Fernbahnhof ist Gdańsk Główny, der nächste internationale Flughafen der Lech-Wałęsa-Flughafen in derselben Stadt.

## Persönlichkeiten
- Karl Rehberg (1882–1961), Arbeiter und Politiker (SPD).